# Гергана Пейчева
Гергана Светославова Пейчева е българска шахматистка, майстор на ФИДЕ (2018), международен майстор за жени (2020), инструктор на ФИДЕ (2020) и европейска отборна шампионка от 2023 г.

## Биография и шахматна кариера
Гергана Пейчева е родена на 30 юли 2003 г. в гр. София. Тренира шахмат от 6 годишна. Неин треньор е Неделчо Чепаринов. През 2014 г. в Гърция тя печели Европейското ученическо първенство по шахмат във възрастова група до 11 години и става Кандидат-майстор за жени (WCM). Играла е за България на Европейско и Световно младежко първенство по шахмат. Въпреки това не получава никакво финансиране от държавата и нейният баща Светослав Пейчев споделя, че семейството за 12 години до 2023 г. е похарчило сума от порядъка на 150 – 200 хиляди лева за цялостна издръжка на шахматната ѝ дейност. Завършила е 91-ва Немска езикова гимназия в София. Заради шахматните си успехи е поканена със стипендия в Далаския университет в Ричардсън, предградие на Далас. Там е студентка втори курс в специалност „Бизнес мениджмънт“. Играе на първа дъска в университетския отбор.
Гергана Пейчева два пъти печели шампионата на България по ускорен шах за жени: 2019 и 2022 г.
Участва на Европейското първенство по шахмат за жени през 2021 г. в Румъния, където заема 33-то място.
През март 2023 г. Пейчева печели 5½ т. от 6 възможни в Тексаското първенството за жени, проведено в Тексаския университет в Остин и става шампионка на щата Тексас.
Тя играе за България на международни отборни състезания за жени:
- През 2022 г. на 44-та Шахматна олимпиада в Ченай на втора дъска: +3, =5, -1, 9-о място.[7]
- През ноември 2023 г. на 24-то Европейско отборно първенство по шахмат в Будва (Черна гора) на трета дъска: +4, =3, -2. В последния решаващ мач с олимпийския вицешампион Грузия, след по-лоша позиция изравнява играта и постига победа срещу Лела Джавахишвили.[8] С това отборът на България печели мача с 2,5:1,5 точки и става европейски шампион.[9][10]

## Избрани партии
В последната партия от отборното ЕП на 20.11.2023 г. Гергана Пейчева – Лела Джавахишвили белите остават с пешка по-малко при две свързани проходни пешки на черните.
|   | a | b | c | d | e | f | g | h |   |
| 8 | черен офицер на черно поле b8 · черен топ на бяло поле e8 · черен цар на черно поле h8 · черна пешка на черно поле g7 · черна пешка на черно поле b6 · бяла пешка на бяло поле g6 · черна пешка на черно поле h6 · черна пешка на черно поле a5 · черна пешка на бяло поле d5 · бяла дама на бяло поле f5 · бяла пешка на бяло поле h5 · бяла пешка на черно поле d4 · черна дама на черно поле f4 · бяла пешка на бяло поле f3 · бял топ на черно поле d2 · бял кон на черно поле f2 · бял цар на бяло поле g2 | черен офицер на черно поле b8 · черен топ на бяло поле e8 · черен цар на черно поле h8 · черна пешка на черно поле g7 · черна пешка на черно поле b6 · бяла пешка на бяло поле g6 · черна пешка на черно поле h6 · черна пешка на черно поле a5 · черна пешка на бяло поле d5 · бяла дама на бяло поле f5 · бяла пешка на бяло поле h5 · бяла пешка на черно поле d4 · черна дама на черно поле f4 · бяла пешка на бяло поле f3 · бял топ на черно поле d2 · бял кон на черно поле f2 · бял цар на бяло поле g2 | черен офицер на черно поле b8 · черен топ на бяло поле e8 · черен цар на черно поле h8 · черна пешка на черно поле g7 · черна пешка на черно поле b6 · бяла пешка на бяло поле g6 · черна пешка на черно поле h6 · черна пешка на черно поле a5 · черна пешка на бяло поле d5 · бяла дама на бяло поле f5 · бяла пешка на бяло поле h5 · бяла пешка на черно поле d4 · черна дама на черно поле f4 · бяла пешка на бяло поле f3 · бял топ на черно поле d2 · бял кон на черно поле f2 · бял цар на бяло поле g2 | черен офицер на черно поле b8 · черен топ на бяло поле e8 · черен цар на черно поле h8 · черна пешка на черно поле g7 · черна пешка на черно поле b6 · бяла пешка на бяло поле g6 · черна пешка на черно поле h6 · черна пешка на черно поле a5 · черна пешка на бяло поле d5 · бяла дама на бяло поле f5 · бяла пешка на бяло поле h5 · бяла пешка на черно поле d4 · черна дама на черно поле f4 · бяла пешка на бяло поле f3 · бял топ на черно поле d2 · бял кон на черно поле f2 · бял цар на бяло поле g2 | черен офицер на черно поле b8 · черен топ на бяло поле e8 · черен цар на черно поле h8 · черна пешка на черно поле g7 · черна пешка на черно поле b6 · бяла пешка на бяло поле g6 · черна пешка на черно поле h6 · черна пешка на черно поле a5 · черна пешка на бяло поле d5 · бяла дама на бяло поле f5 · бяла пешка на бяло поле h5 · бяла пешка на черно поле d4 · черна дама на черно поле f4 · бяла пешка на бяло поле f3 · бял топ на черно поле d2 · бял кон на черно поле f2 · бял цар на бяло поле g2 | черен офицер на черно поле b8 · черен топ на бяло поле e8 · черен цар на черно поле h8 · черна пешка на черно поле g7 · черна пешка на черно поле b6 · бяла пешка на бяло поле g6 · черна пешка на черно поле h6 · черна пешка на черно поле a5 · черна пешка на бяло поле d5 · бяла дама на бяло поле f5 · бяла пешка на бяло поле h5 · бяла пешка на черно поле d4 · черна дама на черно поле f4 · бяла пешка на бяло поле f3 · бял топ на черно поле d2 · бял кон на черно поле f2 · бял цар на бяло поле g2 | черен офицер на черно поле b8 · черен топ на бяло поле e8 · черен цар на черно поле h8 · черна пешка на черно поле g7 · черна пешка на черно поле b6 · бяла пешка на бяло поле g6 · черна пешка на черно поле h6 · черна пешка на черно поле a5 · черна пешка на бяло поле d5 · бяла дама на бяло поле f5 · бяла пешка на бяло поле h5 · бяла пешка на черно поле d4 · черна дама на черно поле f4 · бяла пешка на бяло поле f3 · бял топ на черно поле d2 · бял кон на черно поле f2 · бял цар на бяло поле g2 | черен офицер на черно поле b8 · черен топ на бяло поле e8 · черен цар на черно поле h8 · черна пешка на черно поле g7 · черна пешка на черно поле b6 · бяла пешка на бяло поле g6 · черна пешка на черно поле h6 · черна пешка на черно поле a5 · черна пешка на бяло поле d5 · бяла дама на бяло поле f5 · бяла пешка на бяло поле h5 · бяла пешка на черно поле d4 · черна дама на черно поле f4 · бяла пешка на бяло поле f3 · бял топ на черно поле d2 · бял кон на черно поле f2 · бял цар на бяло поле g2 | 8 |
| 7 | черен офицер на черно поле b8 · черен топ на бяло поле e8 · черен цар на черно поле h8 · черна пешка на черно поле g7 · черна пешка на черно поле b6 · бяла пешка на бяло поле g6 · черна пешка на черно поле h6 · черна пешка на черно поле a5 · черна пешка на бяло поле d5 · бяла дама на бяло поле f5 · бяла пешка на бяло поле h5 · бяла пешка на черно поле d4 · черна дама на черно поле f4 · бяла пешка на бяло поле f3 · бял топ на черно поле d2 · бял кон на черно поле f2 · бял цар на бяло поле g2 | черен офицер на черно поле b8 · черен топ на бяло поле e8 · черен цар на черно поле h8 · черна пешка на черно поле g7 · черна пешка на черно поле b6 · бяла пешка на бяло поле g6 · черна пешка на черно поле h6 · черна пешка на черно поле a5 · черна пешка на бяло поле d5 · бяла дама на бяло поле f5 · бяла пешка на бяло поле h5 · бяла пешка на черно поле d4 · черна дама на черно поле f4 · бяла пешка на бяло поле f3 · бял топ на черно поле d2 · бял кон на черно поле f2 · бял цар на бяло поле g2 | черен офицер на черно поле b8 · черен топ на бяло поле e8 · черен цар на черно поле h8 · черна пешка на черно поле g7 · черна пешка на черно поле b6 · бяла пешка на бяло поле g6 · черна пешка на черно поле h6 · черна пешка на черно поле a5 · черна пешка на бяло поле d5 · бяла дама на бяло поле f5 · бяла пешка на бяло поле h5 · бяла пешка на черно поле d4 · черна дама на черно поле f4 · бяла пешка на бяло поле f3 · бял топ на черно поле d2 · бял кон на черно поле f2 · бял цар на бяло поле g2 | черен офицер на черно поле b8 · черен топ на бяло поле e8 · черен цар на черно поле h8 · черна пешка на черно поле g7 · черна пешка на черно поле b6 · бяла пешка на бяло поле g6 · черна пешка на черно поле h6 · черна пешка на черно поле a5 · черна пешка на бяло поле d5 · бяла дама на бяло поле f5 · бяла пешка на бяло поле h5 · бяла пешка на черно поле d4 · черна дама на черно поле f4 · бяла пешка на бяло поле f3 · бял топ на черно поле d2 · бял кон на черно поле f2 · бял цар на бяло поле g2 | черен офицер на черно поле b8 · черен топ на бяло поле e8 · черен цар на черно поле h8 · черна пешка на черно поле g7 · черна пешка на черно поле b6 · бяла пешка на бяло поле g6 · черна пешка на черно поле h6 · черна пешка на черно поле a5 · черна пешка на бяло поле d5 · бяла дама на бяло поле f5 · бяла пешка на бяло поле h5 · бяла пешка на черно поле d4 · черна дама на черно поле f4 · бяла пешка на бяло поле f3 · бял топ на черно поле d2 · бял кон на черно поле f2 · бял цар на бяло поле g2 | черен офицер на черно поле b8 · черен топ на бяло поле e8 · черен цар на черно поле h8 · черна пешка на черно поле g7 · черна пешка на черно поле b6 · бяла пешка на бяло поле g6 · черна пешка на черно поле h6 · черна пешка на черно поле a5 · черна пешка на бяло поле d5 · бяла дама на бяло поле f5 · бяла пешка на бяло поле h5 · бяла пешка на черно поле d4 · черна дама на черно поле f4 · бяла пешка на бяло поле f3 · бял топ на черно поле d2 · бял кон на черно поле f2 · бял цар на бяло поле g2 | черен офицер на черно поле b8 · черен топ на бяло поле e8 · черен цар на черно поле h8 · черна пешка на черно поле g7 · черна пешка на черно поле b6 · бяла пешка на бяло поле g6 · черна пешка на черно поле h6 · черна пешка на черно поле a5 · черна пешка на бяло поле d5 · бяла дама на бяло поле f5 · бяла пешка на бяло поле h5 · бяла пешка на черно поле d4 · черна дама на черно поле f4 · бяла пешка на бяло поле f3 · бял топ на черно поле d2 · бял кон на черно поле f2 · бял цар на бяло поле g2 | черен офицер на черно поле b8 · черен топ на бяло поле e8 · черен цар на черно поле h8 · черна пешка на черно поле g7 · черна пешка на черно поле b6 · бяла пешка на бяло поле g6 · черна пешка на черно поле h6 · черна пешка на черно поле a5 · черна пешка на бяло поле d5 · бяла дама на бяло поле f5 · бяла пешка на бяло поле h5 · бяла пешка на черно поле d4 · черна дама на черно поле f4 · бяла пешка на бяло поле f3 · бял топ на черно поле d2 · бял кон на черно поле f2 · бял цар на бяло поле g2 | 7 |
| 6 | черен офицер на черно поле b8 · черен топ на бяло поле e8 · черен цар на черно поле h8 · черна пешка на черно поле g7 · черна пешка на черно поле b6 · бяла пешка на бяло поле g6 · черна пешка на черно поле h6 · черна пешка на черно поле a5 · черна пешка на бяло поле d5 · бяла дама на бяло поле f5 · бяла пешка на бяло поле h5 · бяла пешка на черно поле d4 · черна дама на черно поле f4 · бяла пешка на бяло поле f3 · бял топ на черно поле d2 · бял кон на черно поле f2 · бял цар на бяло поле g2 | черен офицер на черно поле b8 · черен топ на бяло поле e8 · черен цар на черно поле h8 · черна пешка на черно поле g7 · черна пешка на черно поле b6 · бяла пешка на бяло поле g6 · черна пешка на черно поле h6 · черна пешка на черно поле a5 · черна пешка на бяло поле d5 · бяла дама на бяло поле f5 · бяла пешка на бяло поле h5 · бяла пешка на черно поле d4 · черна дама на черно поле f4 · бяла пешка на бяло поле f3 · бял топ на черно поле d2 · бял кон на черно поле f2 · бял цар на бяло поле g2 | черен офицер на черно поле b8 · черен топ на бяло поле e8 · черен цар на черно поле h8 · черна пешка на черно поле g7 · черна пешка на черно поле b6 · бяла пешка на бяло поле g6 · черна пешка на черно поле h6 · черна пешка на черно поле a5 · черна пешка на бяло поле d5 · бяла дама на бяло поле f5 · бяла пешка на бяло поле h5 · бяла пешка на черно поле d4 · черна дама на черно поле f4 · бяла пешка на бяло поле f3 · бял топ на черно поле d2 · бял кон на черно поле f2 · бял цар на бяло поле g2 | черен офицер на черно поле b8 · черен топ на бяло поле e8 · черен цар на черно поле h8 · черна пешка на черно поле g7 · черна пешка на черно поле b6 · бяла пешка на бяло поле g6 · черна пешка на черно поле h6 · черна пешка на черно поле a5 · черна пешка на бяло поле d5 · бяла дама на бяло поле f5 · бяла пешка на бяло поле h5 · бяла пешка на черно поле d4 · черна дама на черно поле f4 · бяла пешка на бяло поле f3 · бял топ на черно поле d2 · бял кон на черно поле f2 · бял цар на бяло поле g2 | черен офицер на черно поле b8 · черен топ на бяло поле e8 · черен цар на черно поле h8 · черна пешка на черно поле g7 · черна пешка на черно поле b6 · бяла пешка на бяло поле g6 · черна пешка на черно поле h6 · черна пешка на черно поле a5 · черна пешка на бяло поле d5 · бяла дама на бяло поле f5 · бяла пешка на бяло поле h5 · бяла пешка на черно поле d4 · черна дама на черно поле f4 · бяла пешка на бяло поле f3 · бял топ на черно поле d2 · бял кон на черно поле f2 · бял цар на бяло поле g2 | черен офицер на черно поле b8 · черен топ на бяло поле e8 · черен цар на черно поле h8 · черна пешка на черно поле g7 · черна пешка на черно поле b6 · бяла пешка на бяло поле g6 · черна пешка на черно поле h6 · черна пешка на черно поле a5 · черна пешка на бяло поле d5 · бяла дама на бяло поле f5 · бяла пешка на бяло поле h5 · бяла пешка на черно поле d4 · черна дама на черно поле f4 · бяла пешка на бяло поле f3 · бял топ на черно поле d2 · бял кон на черно поле f2 · бял цар на бяло поле g2 | черен офицер на черно поле b8 · черен топ на бяло поле e8 · черен цар на черно поле h8 · черна пешка на черно поле g7 · черна пешка на черно поле b6 · бяла пешка на бяло поле g6 · черна пешка на черно поле h6 · черна пешка на черно поле a5 · черна пешка на бяло поле d5 · бяла дама на бяло поле f5 · бяла пешка на бяло поле h5 · бяла пешка на черно поле d4 · черна дама на черно поле f4 · бяла пешка на бяло поле f3 · бял топ на черно поле d2 · бял кон на черно поле f2 · бял цар на бяло поле g2 | черен офицер на черно поле b8 · черен топ на бяло поле e8 · черен цар на черно поле h8 · черна пешка на черно поле g7 · черна пешка на черно поле b6 · бяла пешка на бяло поле g6 · черна пешка на черно поле h6 · черна пешка на черно поле a5 · черна пешка на бяло поле d5 · бяла дама на бяло поле f5 · бяла пешка на бяло поле h5 · бяла пешка на черно поле d4 · черна дама на черно поле f4 · бяла пешка на бяло поле f3 · бял топ на черно поле d2 · бял кон на черно поле f2 · бял цар на бяло поле g2 | 6 |
| 5 | черен офицер на черно поле b8 · черен топ на бяло поле e8 · черен цар на черно поле h8 · черна пешка на черно поле g7 · черна пешка на черно поле b6 · бяла пешка на бяло поле g6 · черна пешка на черно поле h6 · черна пешка на черно поле a5 · черна пешка на бяло поле d5 · бяла дама на бяло поле f5 · бяла пешка на бяло поле h5 · бяла пешка на черно поле d4 · черна дама на черно поле f4 · бяла пешка на бяло поле f3 · бял топ на черно поле d2 · бял кон на черно поле f2 · бял цар на бяло поле g2 | черен офицер на черно поле b8 · черен топ на бяло поле e8 · черен цар на черно поле h8 · черна пешка на черно поле g7 · черна пешка на черно поле b6 · бяла пешка на бяло поле g6 · черна пешка на черно поле h6 · черна пешка на черно поле a5 · черна пешка на бяло поле d5 · бяла дама на бяло поле f5 · бяла пешка на бяло поле h5 · бяла пешка на черно поле d4 · черна дама на черно поле f4 · бяла пешка на бяло поле f3 · бял топ на черно поле d2 · бял кон на черно поле f2 · бял цар на бяло поле g2 | черен офицер на черно поле b8 · черен топ на бяло поле e8 · черен цар на черно поле h8 · черна пешка на черно поле g7 · черна пешка на черно поле b6 · бяла пешка на бяло поле g6 · черна пешка на черно поле h6 · черна пешка на черно поле a5 · черна пешка на бяло поле d5 · бяла дама на бяло поле f5 · бяла пешка на бяло поле h5 · бяла пешка на черно поле d4 · черна дама на черно поле f4 · бяла пешка на бяло поле f3 · бял топ на черно поле d2 · бял кон на черно поле f2 · бял цар на бяло поле g2 | черен офицер на черно поле b8 · черен топ на бяло поле e8 · черен цар на черно поле h8 · черна пешка на черно поле g7 · черна пешка на черно поле b6 · бяла пешка на бяло поле g6 · черна пешка на черно поле h6 · черна пешка на черно поле a5 · черна пешка на бяло поле d5 · бяла дама на бяло поле f5 · бяла пешка на бяло поле h5 · бяла пешка на черно поле d4 · черна дама на черно поле f4 · бяла пешка на бяло поле f3 · бял топ на черно поле d2 · бял кон на черно поле f2 · бял цар на бяло поле g2 | черен офицер на черно поле b8 · черен топ на бяло поле e8 · черен цар на черно поле h8 · черна пешка на черно поле g7 · черна пешка на черно поле b6 · бяла пешка на бяло поле g6 · черна пешка на черно поле h6 · черна пешка на черно поле a5 · черна пешка на бяло поле d5 · бяла дама на бяло поле f5 · бяла пешка на бяло поле h5 · бяла пешка на черно поле d4 · черна дама на черно поле f4 · бяла пешка на бяло поле f3 · бял топ на черно поле d2 · бял кон на черно поле f2 · бял цар на бяло поле g2 | черен офицер на черно поле b8 · черен топ на бяло поле e8 · черен цар на черно поле h8 · черна пешка на черно поле g7 · черна пешка на черно поле b6 · бяла пешка на бяло поле g6 · черна пешка на черно поле h6 · черна пешка на черно поле a5 · черна пешка на бяло поле d5 · бяла дама на бяло поле f5 · бяла пешка на бяло поле h5 · бяла пешка на черно поле d4 · черна дама на черно поле f4 · бяла пешка на бяло поле f3 · бял топ на черно поле d2 · бял кон на черно поле f2 · бял цар на бяло поле g2 | черен офицер на черно поле b8 · черен топ на бяло поле e8 · черен цар на черно поле h8 · черна пешка на черно поле g7 · черна пешка на черно поле b6 · бяла пешка на бяло поле g6 · черна пешка на черно поле h6 · черна пешка на черно поле a5 · черна пешка на бяло поле d5 · бяла дама на бяло поле f5 · бяла пешка на бяло поле h5 · бяла пешка на черно поле d4 · черна дама на черно поле f4 · бяла пешка на бяло поле f3 · бял топ на черно поле d2 · бял кон на черно поле f2 · бял цар на бяло поле g2 | черен офицер на черно поле b8 · черен топ на бяло поле e8 · черен цар на черно поле h8 · черна пешка на черно поле g7 · черна пешка на черно поле b6 · бяла пешка на бяло поле g6 · черна пешка на черно поле h6 · черна пешка на черно поле a5 · черна пешка на бяло поле d5 · бяла дама на бяло поле f5 · бяла пешка на бяло поле h5 · бяла пешка на черно поле d4 · черна дама на черно поле f4 · бяла пешка на бяло поле f3 · бял топ на черно поле d2 · бял кон на черно поле f2 · бял цар на бяло поле g2 | 5 |
| 4 | черен офицер на черно поле b8 · черен топ на бяло поле e8 · черен цар на черно поле h8 · черна пешка на черно поле g7 · черна пешка на черно поле b6 · бяла пешка на бяло поле g6 · черна пешка на черно поле h6 · черна пешка на черно поле a5 · черна пешка на бяло поле d5 · бяла дама на бяло поле f5 · бяла пешка на бяло поле h5 · бяла пешка на черно поле d4 · черна дама на черно поле f4 · бяла пешка на бяло поле f3 · бял топ на черно поле d2 · бял кон на черно поле f2 · бял цар на бяло поле g2 | черен офицер на черно поле b8 · черен топ на бяло поле e8 · черен цар на черно поле h8 · черна пешка на черно поле g7 · черна пешка на черно поле b6 · бяла пешка на бяло поле g6 · черна пешка на черно поле h6 · черна пешка на черно поле a5 · черна пешка на бяло поле d5 · бяла дама на бяло поле f5 · бяла пешка на бяло поле h5 · бяла пешка на черно поле d4 · черна дама на черно поле f4 · бяла пешка на бяло поле f3 · бял топ на черно поле d2 · бял кон на черно поле f2 · бял цар на бяло поле g2 | черен офицер на черно поле b8 · черен топ на бяло поле e8 · черен цар на черно поле h8 · черна пешка на черно поле g7 · черна пешка на черно поле b6 · бяла пешка на бяло поле g6 · черна пешка на черно поле h6 · черна пешка на черно поле a5 · черна пешка на бяло поле d5 · бяла дама на бяло поле f5 · бяла пешка на бяло поле h5 · бяла пешка на черно поле d4 · черна дама на черно поле f4 · бяла пешка на бяло поле f3 · бял топ на черно поле d2 · бял кон на черно поле f2 · бял цар на бяло поле g2 | черен офицер на черно поле b8 · черен топ на бяло поле e8 · черен цар на черно поле h8 · черна пешка на черно поле g7 · черна пешка на черно поле b6 · бяла пешка на бяло поле g6 · черна пешка на черно поле h6 · черна пешка на черно поле a5 · черна пешка на бяло поле d5 · бяла дама на бяло поле f5 · бяла пешка на бяло поле h5 · бяла пешка на черно поле d4 · черна дама на черно поле f4 · бяла пешка на бяло поле f3 · бял топ на черно поле d2 · бял кон на черно поле f2 · бял цар на бяло поле g2 | черен офицер на черно поле b8 · черен топ на бяло поле e8 · черен цар на черно поле h8 · черна пешка на черно поле g7 · черна пешка на черно поле b6 · бяла пешка на бяло поле g6 · черна пешка на черно поле h6 · черна пешка на черно поле a5 · черна пешка на бяло поле d5 · бяла дама на бяло поле f5 · бяла пешка на бяло поле h5 · бяла пешка на черно поле d4 · черна дама на черно поле f4 · бяла пешка на бяло поле f3 · бял топ на черно поле d2 · бял кон на черно поле f2 · бял цар на бяло поле g2 | черен офицер на черно поле b8 · черен топ на бяло поле e8 · черен цар на черно поле h8 · черна пешка на черно поле g7 · черна пешка на черно поле b6 · бяла пешка на бяло поле g6 · черна пешка на черно поле h6 · черна пешка на черно поле a5 · черна пешка на бяло поле d5 · бяла дама на бяло поле f5 · бяла пешка на бяло поле h5 · бяла пешка на черно поле d4 · черна дама на черно поле f4 · бяла пешка на бяло поле f3 · бял топ на черно поле d2 · бял кон на черно поле f2 · бял цар на бяло поле g2 | черен офицер на черно поле b8 · черен топ на бяло поле e8 · черен цар на черно поле h8 · черна пешка на черно поле g7 · черна пешка на черно поле b6 · бяла пешка на бяло поле g6 · черна пешка на черно поле h6 · черна пешка на черно поле a5 · черна пешка на бяло поле d5 · бяла дама на бяло поле f5 · бяла пешка на бяло поле h5 · бяла пешка на черно поле d4 · черна дама на черно поле f4 · бяла пешка на бяло поле f3 · бял топ на черно поле d2 · бял кон на черно поле f2 · бял цар на бяло поле g2 | черен офицер на черно поле b8 · черен топ на бяло поле e8 · черен цар на черно поле h8 · черна пешка на черно поле g7 · черна пешка на черно поле b6 · бяла пешка на бяло поле g6 · черна пешка на черно поле h6 · черна пешка на черно поле a5 · черна пешка на бяло поле d5 · бяла дама на бяло поле f5 · бяла пешка на бяло поле h5 · бяла пешка на черно поле d4 · черна дама на черно поле f4 · бяла пешка на бяло поле f3 · бял топ на черно поле d2 · бял кон на черно поле f2 · бял цар на бяло поле g2 | 4 |
| 3 | черен офицер на черно поле b8 · черен топ на бяло поле e8 · черен цар на черно поле h8 · черна пешка на черно поле g7 · черна пешка на черно поле b6 · бяла пешка на бяло поле g6 · черна пешка на черно поле h6 · черна пешка на черно поле a5 · черна пешка на бяло поле d5 · бяла дама на бяло поле f5 · бяла пешка на бяло поле h5 · бяла пешка на черно поле d4 · черна дама на черно поле f4 · бяла пешка на бяло поле f3 · бял топ на черно поле d2 · бял кон на черно поле f2 · бял цар на бяло поле g2 | черен офицер на черно поле b8 · черен топ на бяло поле e8 · черен цар на черно поле h8 · черна пешка на черно поле g7 · черна пешка на черно поле b6 · бяла пешка на бяло поле g6 · черна пешка на черно поле h6 · черна пешка на черно поле a5 · черна пешка на бяло поле d5 · бяла дама на бяло поле f5 · бяла пешка на бяло поле h5 · бяла пешка на черно поле d4 · черна дама на черно поле f4 · бяла пешка на бяло поле f3 · бял топ на черно поле d2 · бял кон на черно поле f2 · бял цар на бяло поле g2 | черен офицер на черно поле b8 · черен топ на бяло поле e8 · черен цар на черно поле h8 · черна пешка на черно поле g7 · черна пешка на черно поле b6 · бяла пешка на бяло поле g6 · черна пешка на черно поле h6 · черна пешка на черно поле a5 · черна пешка на бяло поле d5 · бяла дама на бяло поле f5 · бяла пешка на бяло поле h5 · бяла пешка на черно поле d4 · черна дама на черно поле f4 · бяла пешка на бяло поле f3 · бял топ на черно поле d2 · бял кон на черно поле f2 · бял цар на бяло поле g2 | черен офицер на черно поле b8 · черен топ на бяло поле e8 · черен цар на черно поле h8 · черна пешка на черно поле g7 · черна пешка на черно поле b6 · бяла пешка на бяло поле g6 · черна пешка на черно поле h6 · черна пешка на черно поле a5 · черна пешка на бяло поле d5 · бяла дама на бяло поле f5 · бяла пешка на бяло поле h5 · бяла пешка на черно поле d4 · черна дама на черно поле f4 · бяла пешка на бяло поле f3 · бял топ на черно поле d2 · бял кон на черно поле f2 · бял цар на бяло поле g2 | черен офицер на черно поле b8 · черен топ на бяло поле e8 · черен цар на черно поле h8 · черна пешка на черно поле g7 · черна пешка на черно поле b6 · бяла пешка на бяло поле g6 · черна пешка на черно поле h6 · черна пешка на черно поле a5 · черна пешка на бяло поле d5 · бяла дама на бяло поле f5 · бяла пешка на бяло поле h5 · бяла пешка на черно поле d4 · черна дама на черно поле f4 · бяла пешка на бяло поле f3 · бял топ на черно поле d2 · бял кон на черно поле f2 · бял цар на бяло поле g2 | черен офицер на черно поле b8 · черен топ на бяло поле e8 · черен цар на черно поле h8 · черна пешка на черно поле g7 · черна пешка на черно поле b6 · бяла пешка на бяло поле g6 · черна пешка на черно поле h6 · черна пешка на черно поле a5 · черна пешка на бяло поле d5 · бяла дама на бяло поле f5 · бяла пешка на бяло поле h5 · бяла пешка на черно поле d4 · черна дама на черно поле f4 · бяла пешка на бяло поле f3 · бял топ на черно поле d2 · бял кон на черно поле f2 · бял цар на бяло поле g2 | черен офицер на черно поле b8 · черен топ на бяло поле e8 · черен цар на черно поле h8 · черна пешка на черно поле g7 · черна пешка на черно поле b6 · бяла пешка на бяло поле g6 · черна пешка на черно поле h6 · черна пешка на черно поле a5 · черна пешка на бяло поле d5 · бяла дама на бяло поле f5 · бяла пешка на бяло поле h5 · бяла пешка на черно поле d4 · черна дама на черно поле f4 · бяла пешка на бяло поле f3 · бял топ на черно поле d2 · бял кон на черно поле f2 · бял цар на бяло поле g2 | черен офицер на черно поле b8 · черен топ на бяло поле e8 · черен цар на черно поле h8 · черна пешка на черно поле g7 · черна пешка на черно поле b6 · бяла пешка на бяло поле g6 · черна пешка на черно поле h6 · черна пешка на черно поле a5 · черна пешка на бяло поле d5 · бяла дама на бяло поле f5 · бяла пешка на бяло поле h5 · бяла пешка на черно поле d4 · черна дама на черно поле f4 · бяла пешка на бяло поле f3 · бял топ на черно поле d2 · бял кон на черно поле f2 · бял цар на бяло поле g2 | 3 |
| 2 | черен офицер на черно поле b8 · черен топ на бяло поле e8 · черен цар на черно поле h8 · черна пешка на черно поле g7 · черна пешка на черно поле b6 · бяла пешка на бяло поле g6 · черна пешка на черно поле h6 · черна пешка на черно поле a5 · черна пешка на бяло поле d5 · бяла дама на бяло поле f5 · бяла пешка на бяло поле h5 · бяла пешка на черно поле d4 · черна дама на черно поле f4 · бяла пешка на бяло поле f3 · бял топ на черно поле d2 · бял кон на черно поле f2 · бял цар на бяло поле g2 | черен офицер на черно поле b8 · черен топ на бяло поле e8 · черен цар на черно поле h8 · черна пешка на черно поле g7 · черна пешка на черно поле b6 · бяла пешка на бяло поле g6 · черна пешка на черно поле h6 · черна пешка на черно поле a5 · черна пешка на бяло поле d5 · бяла дама на бяло поле f5 · бяла пешка на бяло поле h5 · бяла пешка на черно поле d4 · черна дама на черно поле f4 · бяла пешка на бяло поле f3 · бял топ на черно поле d2 · бял кон на черно поле f2 · бял цар на бяло поле g2 | черен офицер на черно поле b8 · черен топ на бяло поле e8 · черен цар на черно поле h8 · черна пешка на черно поле g7 · черна пешка на черно поле b6 · бяла пешка на бяло поле g6 · черна пешка на черно поле h6 · черна пешка на черно поле a5 · черна пешка на бяло поле d5 · бяла дама на бяло поле f5 · бяла пешка на бяло поле h5 · бяла пешка на черно поле d4 · черна дама на черно поле f4 · бяла пешка на бяло поле f3 · бял топ на черно поле d2 · бял кон на черно поле f2 · бял цар на бяло поле g2 | черен офицер на черно поле b8 · черен топ на бяло поле e8 · черен цар на черно поле h8 · черна пешка на черно поле g7 · черна пешка на черно поле b6 · бяла пешка на бяло поле g6 · черна пешка на черно поле h6 · черна пешка на черно поле a5 · черна пешка на бяло поле d5 · бяла дама на бяло поле f5 · бяла пешка на бяло поле h5 · бяла пешка на черно поле d4 · черна дама на черно поле f4 · бяла пешка на бяло поле f3 · бял топ на черно поле d2 · бял кон на черно поле f2 · бял цар на бяло поле g2 | черен офицер на черно поле b8 · черен топ на бяло поле e8 · черен цар на черно поле h8 · черна пешка на черно поле g7 · черна пешка на черно поле b6 · бяла пешка на бяло поле g6 · черна пешка на черно поле h6 · черна пешка на черно поле a5 · черна пешка на бяло поле d5 · бяла дама на бяло поле f5 · бяла пешка на бяло поле h5 · бяла пешка на черно поле d4 · черна дама на черно поле f4 · бяла пешка на бяло поле f3 · бял топ на черно поле d2 · бял кон на черно поле f2 · бял цар на бяло поле g2 | черен офицер на черно поле b8 · черен топ на бяло поле e8 · черен цар на черно поле h8 · черна пешка на черно поле g7 · черна пешка на черно поле b6 · бяла пешка на бяло поле g6 · черна пешка на черно поле h6 · черна пешка на черно поле a5 · черна пешка на бяло поле d5 · бяла дама на бяло поле f5 · бяла пешка на бяло поле h5 · бяла пешка на черно поле d4 · черна дама на черно поле f4 · бяла пешка на бяло поле f3 · бял топ на черно поле d2 · бял кон на черно поле f2 · бял цар на бяло поле g2 | черен офицер на черно поле b8 · черен топ на бяло поле e8 · черен цар на черно поле h8 · черна пешка на черно поле g7 · черна пешка на черно поле b6 · бяла пешка на бяло поле g6 · черна пешка на черно поле h6 · черна пешка на черно поле a5 · черна пешка на бяло поле d5 · бяла дама на бяло поле f5 · бяла пешка на бяло поле h5 · бяла пешка на черно поле d4 · черна дама на черно поле f4 · бяла пешка на бяло поле f3 · бял топ на черно поле d2 · бял кон на черно поле f2 · бял цар на бяло поле g2 | черен офицер на черно поле b8 · черен топ на бяло поле e8 · черен цар на черно поле h8 · черна пешка на черно поле g7 · черна пешка на черно поле b6 · бяла пешка на бяло поле g6 · черна пешка на черно поле h6 · черна пешка на черно поле a5 · черна пешка на бяло поле d5 · бяла дама на бяло поле f5 · бяла пешка на бяло поле h5 · бяла пешка на черно поле d4 · черна дама на черно поле f4 · бяла пешка на бяло поле f3 · бял топ на черно поле d2 · бял кон на черно поле f2 · бял цар на бяло поле g2 | 2 |
| 1 | черен офицер на черно поле b8 · черен топ на бяло поле e8 · черен цар на черно поле h8 · черна пешка на черно поле g7 · черна пешка на черно поле b6 · бяла пешка на бяло поле g6 · черна пешка на черно поле h6 · черна пешка на черно поле a5 · черна пешка на бяло поле d5 · бяла дама на бяло поле f5 · бяла пешка на бяло поле h5 · бяла пешка на черно поле d4 · черна дама на черно поле f4 · бяла пешка на бяло поле f3 · бял топ на черно поле d2 · бял кон на черно поле f2 · бял цар на бяло поле g2 | черен офицер на черно поле b8 · черен топ на бяло поле e8 · черен цар на черно поле h8 · черна пешка на черно поле g7 · черна пешка на черно поле b6 · бяла пешка на бяло поле g6 · черна пешка на черно поле h6 · черна пешка на черно поле a5 · черна пешка на бяло поле d5 · бяла дама на бяло поле f5 · бяла пешка на бяло поле h5 · бяла пешка на черно поле d4 · черна дама на черно поле f4 · бяла пешка на бяло поле f3 · бял топ на черно поле d2 · бял кон на черно поле f2 · бял цар на бяло поле g2 | черен офицер на черно поле b8 · черен топ на бяло поле e8 · черен цар на черно поле h8 · черна пешка на черно поле g7 · черна пешка на черно поле b6 · бяла пешка на бяло поле g6 · черна пешка на черно поле h6 · черна пешка на черно поле a5 · черна пешка на бяло поле d5 · бяла дама на бяло поле f5 · бяла пешка на бяло поле h5 · бяла пешка на черно поле d4 · черна дама на черно поле f4 · бяла пешка на бяло поле f3 · бял топ на черно поле d2 · бял кон на черно поле f2 · бял цар на бяло поле g2 | черен офицер на черно поле b8 · черен топ на бяло поле e8 · черен цар на черно поле h8 · черна пешка на черно поле g7 · черна пешка на черно поле b6 · бяла пешка на бяло поле g6 · черна пешка на черно поле h6 · черна пешка на черно поле a5 · черна пешка на бяло поле d5 · бяла дама на бяло поле f5 · бяла пешка на бяло поле h5 · бяла пешка на черно поле d4 · черна дама на черно поле f4 · бяла пешка на бяло поле f3 · бял топ на черно поле d2 · бял кон на черно поле f2 · бял цар на бяло поле g2 | черен офицер на черно поле b8 · черен топ на бяло поле e8 · черен цар на черно поле h8 · черна пешка на черно поле g7 · черна пешка на черно поле b6 · бяла пешка на бяло поле g6 · черна пешка на черно поле h6 · черна пешка на черно поле a5 · черна пешка на бяло поле d5 · бяла дама на бяло поле f5 · бяла пешка на бяло поле h5 · бяла пешка на черно поле d4 · черна дама на черно поле f4 · бяла пешка на бяло поле f3 · бял топ на черно поле d2 · бял кон на черно поле f2 · бял цар на бяло поле g2 | черен офицер на черно поле b8 · черен топ на бяло поле e8 · черен цар на черно поле h8 · черна пешка на черно поле g7 · черна пешка на черно поле b6 · бяла пешка на бяло поле g6 · черна пешка на черно поле h6 · черна пешка на черно поле a5 · черна пешка на бяло поле d5 · бяла дама на бяло поле f5 · бяла пешка на бяло поле h5 · бяла пешка на черно поле d4 · черна дама на черно поле f4 · бяла пешка на бяло поле f3 · бял топ на черно поле d2 · бял кон на черно поле f2 · бял цар на бяло поле g2 | черен офицер на черно поле b8 · черен топ на бяло поле e8 · черен цар на черно поле h8 · черна пешка на черно поле g7 · черна пешка на черно поле b6 · бяла пешка на бяло поле g6 · черна пешка на черно поле h6 · черна пешка на черно поле a5 · черна пешка на бяло поле d5 · бяла дама на бяло поле f5 · бяла пешка на бяло поле h5 · бяла пешка на черно поле d4 · черна дама на черно поле f4 · бяла пешка на бяло поле f3 · бял топ на черно поле d2 · бял кон на черно поле f2 · бял цар на бяло поле g2 | черен офицер на черно поле b8 · черен топ на бяло поле e8 · черен цар на черно поле h8 · черна пешка на черно поле g7 · черна пешка на черно поле b6 · бяла пешка на бяло поле g6 · черна пешка на черно поле h6 · черна пешка на черно поле a5 · черна пешка на бяло поле d5 · бяла дама на бяло поле f5 · бяла пешка на бяло поле h5 · бяла пешка на черно поле d4 · черна дама на черно поле f4 · бяла пешка на бяло поле f3 · бял топ на черно поле d2 · бял кон на черно поле f2 · бял цар на бяло поле g2 | 1 |
|   | a | b | c | d | e | f | g | h |   |

|   | a | b | c | d | e | f | g | h |   |
| 8 | черна дама на черно поле f8 · черен цар на черно поле h8 · бяла пешка на бяло поле f7 · черна пешка на черно поле g7 · черна пешка на черно поле b6 · бяла дама на бяло поле e6 · черна пешка на черно поле h6 · бяла пешка на бяло поле h5 · черен офицер на черно поле b4 · черна пешка на черно поле a3 · бяла пешка на бяло поле f3 · бял кон на черно поле g3 · бял цар на бяло поле g2 | черна дама на черно поле f8 · черен цар на черно поле h8 · бяла пешка на бяло поле f7 · черна пешка на черно поле g7 · черна пешка на черно поле b6 · бяла дама на бяло поле e6 · черна пешка на черно поле h6 · бяла пешка на бяло поле h5 · черен офицер на черно поле b4 · черна пешка на черно поле a3 · бяла пешка на бяло поле f3 · бял кон на черно поле g3 · бял цар на бяло поле g2 | черна дама на черно поле f8 · черен цар на черно поле h8 · бяла пешка на бяло поле f7 · черна пешка на черно поле g7 · черна пешка на черно поле b6 · бяла дама на бяло поле e6 · черна пешка на черно поле h6 · бяла пешка на бяло поле h5 · черен офицер на черно поле b4 · черна пешка на черно поле a3 · бяла пешка на бяло поле f3 · бял кон на черно поле g3 · бял цар на бяло поле g2 | черна дама на черно поле f8 · черен цар на черно поле h8 · бяла пешка на бяло поле f7 · черна пешка на черно поле g7 · черна пешка на черно поле b6 · бяла дама на бяло поле e6 · черна пешка на черно поле h6 · бяла пешка на бяло поле h5 · черен офицер на черно поле b4 · черна пешка на черно поле a3 · бяла пешка на бяло поле f3 · бял кон на черно поле g3 · бял цар на бяло поле g2 | черна дама на черно поле f8 · черен цар на черно поле h8 · бяла пешка на бяло поле f7 · черна пешка на черно поле g7 · черна пешка на черно поле b6 · бяла дама на бяло поле e6 · черна пешка на черно поле h6 · бяла пешка на бяло поле h5 · черен офицер на черно поле b4 · черна пешка на черно поле a3 · бяла пешка на бяло поле f3 · бял кон на черно поле g3 · бял цар на бяло поле g2 | черна дама на черно поле f8 · черен цар на черно поле h8 · бяла пешка на бяло поле f7 · черна пешка на черно поле g7 · черна пешка на черно поле b6 · бяла дама на бяло поле e6 · черна пешка на черно поле h6 · бяла пешка на бяло поле h5 · черен офицер на черно поле b4 · черна пешка на черно поле a3 · бяла пешка на бяло поле f3 · бял кон на черно поле g3 · бял цар на бяло поле g2 | черна дама на черно поле f8 · черен цар на черно поле h8 · бяла пешка на бяло поле f7 · черна пешка на черно поле g7 · черна пешка на черно поле b6 · бяла дама на бяло поле e6 · черна пешка на черно поле h6 · бяла пешка на бяло поле h5 · черен офицер на черно поле b4 · черна пешка на черно поле a3 · бяла пешка на бяло поле f3 · бял кон на черно поле g3 · бял цар на бяло поле g2 | черна дама на черно поле f8 · черен цар на черно поле h8 · бяла пешка на бяло поле f7 · черна пешка на черно поле g7 · черна пешка на черно поле b6 · бяла дама на бяло поле e6 · черна пешка на черно поле h6 · бяла пешка на бяло поле h5 · черен офицер на черно поле b4 · черна пешка на черно поле a3 · бяла пешка на бяло поле f3 · бял кон на черно поле g3 · бял цар на бяло поле g2 | 8 |
| 7 | черна дама на черно поле f8 · черен цар на черно поле h8 · бяла пешка на бяло поле f7 · черна пешка на черно поле g7 · черна пешка на черно поле b6 · бяла дама на бяло поле e6 · черна пешка на черно поле h6 · бяла пешка на бяло поле h5 · черен офицер на черно поле b4 · черна пешка на черно поле a3 · бяла пешка на бяло поле f3 · бял кон на черно поле g3 · бял цар на бяло поле g2 | черна дама на черно поле f8 · черен цар на черно поле h8 · бяла пешка на бяло поле f7 · черна пешка на черно поле g7 · черна пешка на черно поле b6 · бяла дама на бяло поле e6 · черна пешка на черно поле h6 · бяла пешка на бяло поле h5 · черен офицер на черно поле b4 · черна пешка на черно поле a3 · бяла пешка на бяло поле f3 · бял кон на черно поле g3 · бял цар на бяло поле g2 | черна дама на черно поле f8 · черен цар на черно поле h8 · бяла пешка на бяло поле f7 · черна пешка на черно поле g7 · черна пешка на черно поле b6 · бяла дама на бяло поле e6 · черна пешка на черно поле h6 · бяла пешка на бяло поле h5 · черен офицер на черно поле b4 · черна пешка на черно поле a3 · бяла пешка на бяло поле f3 · бял кон на черно поле g3 · бял цар на бяло поле g2 | черна дама на черно поле f8 · черен цар на черно поле h8 · бяла пешка на бяло поле f7 · черна пешка на черно поле g7 · черна пешка на черно поле b6 · бяла дама на бяло поле e6 · черна пешка на черно поле h6 · бяла пешка на бяло поле h5 · черен офицер на черно поле b4 · черна пешка на черно поле a3 · бяла пешка на бяло поле f3 · бял кон на черно поле g3 · бял цар на бяло поле g2 | черна дама на черно поле f8 · черен цар на черно поле h8 · бяла пешка на бяло поле f7 · черна пешка на черно поле g7 · черна пешка на черно поле b6 · бяла дама на бяло поле e6 · черна пешка на черно поле h6 · бяла пешка на бяло поле h5 · черен офицер на черно поле b4 · черна пешка на черно поле a3 · бяла пешка на бяло поле f3 · бял кон на черно поле g3 · бял цар на бяло поле g2 | черна дама на черно поле f8 · черен цар на черно поле h8 · бяла пешка на бяло поле f7 · черна пешка на черно поле g7 · черна пешка на черно поле b6 · бяла дама на бяло поле e6 · черна пешка на черно поле h6 · бяла пешка на бяло поле h5 · черен офицер на черно поле b4 · черна пешка на черно поле a3 · бяла пешка на бяло поле f3 · бял кон на черно поле g3 · бял цар на бяло поле g2 | черна дама на черно поле f8 · черен цар на черно поле h8 · бяла пешка на бяло поле f7 · черна пешка на черно поле g7 · черна пешка на черно поле b6 · бяла дама на бяло поле e6 · черна пешка на черно поле h6 · бяла пешка на бяло поле h5 · черен офицер на черно поле b4 · черна пешка на черно поле a3 · бяла пешка на бяло поле f3 · бял кон на черно поле g3 · бял цар на бяло поле g2 | черна дама на черно поле f8 · черен цар на черно поле h8 · бяла пешка на бяло поле f7 · черна пешка на черно поле g7 · черна пешка на черно поле b6 · бяла дама на бяло поле e6 · черна пешка на черно поле h6 · бяла пешка на бяло поле h5 · черен офицер на черно поле b4 · черна пешка на черно поле a3 · бяла пешка на бяло поле f3 · бял кон на черно поле g3 · бял цар на бяло поле g2 | 7 |
| 6 | черна дама на черно поле f8 · черен цар на черно поле h8 · бяла пешка на бяло поле f7 · черна пешка на черно поле g7 · черна пешка на черно поле b6 · бяла дама на бяло поле e6 · черна пешка на черно поле h6 · бяла пешка на бяло поле h5 · черен офицер на черно поле b4 · черна пешка на черно поле a3 · бяла пешка на бяло поле f3 · бял кон на черно поле g3 · бял цар на бяло поле g2 | черна дама на черно поле f8 · черен цар на черно поле h8 · бяла пешка на бяло поле f7 · черна пешка на черно поле g7 · черна пешка на черно поле b6 · бяла дама на бяло поле e6 · черна пешка на черно поле h6 · бяла пешка на бяло поле h5 · черен офицер на черно поле b4 · черна пешка на черно поле a3 · бяла пешка на бяло поле f3 · бял кон на черно поле g3 · бял цар на бяло поле g2 | черна дама на черно поле f8 · черен цар на черно поле h8 · бяла пешка на бяло поле f7 · черна пешка на черно поле g7 · черна пешка на черно поле b6 · бяла дама на бяло поле e6 · черна пешка на черно поле h6 · бяла пешка на бяло поле h5 · черен офицер на черно поле b4 · черна пешка на черно поле a3 · бяла пешка на бяло поле f3 · бял кон на черно поле g3 · бял цар на бяло поле g2 | черна дама на черно поле f8 · черен цар на черно поле h8 · бяла пешка на бяло поле f7 · черна пешка на черно поле g7 · черна пешка на черно поле b6 · бяла дама на бяло поле e6 · черна пешка на черно поле h6 · бяла пешка на бяло поле h5 · черен офицер на черно поле b4 · черна пешка на черно поле a3 · бяла пешка на бяло поле f3 · бял кон на черно поле g3 · бял цар на бяло поле g2 | черна дама на черно поле f8 · черен цар на черно поле h8 · бяла пешка на бяло поле f7 · черна пешка на черно поле g7 · черна пешка на черно поле b6 · бяла дама на бяло поле e6 · черна пешка на черно поле h6 · бяла пешка на бяло поле h5 · черен офицер на черно поле b4 · черна пешка на черно поле a3 · бяла пешка на бяло поле f3 · бял кон на черно поле g3 · бял цар на бяло поле g2 | черна дама на черно поле f8 · черен цар на черно поле h8 · бяла пешка на бяло поле f7 · черна пешка на черно поле g7 · черна пешка на черно поле b6 · бяла дама на бяло поле e6 · черна пешка на черно поле h6 · бяла пешка на бяло поле h5 · черен офицер на черно поле b4 · черна пешка на черно поле a3 · бяла пешка на бяло поле f3 · бял кон на черно поле g3 · бял цар на бяло поле g2 | черна дама на черно поле f8 · черен цар на черно поле h8 · бяла пешка на бяло поле f7 · черна пешка на черно поле g7 · черна пешка на черно поле b6 · бяла дама на бяло поле e6 · черна пешка на черно поле h6 · бяла пешка на бяло поле h5 · черен офицер на черно поле b4 · черна пешка на черно поле a3 · бяла пешка на бяло поле f3 · бял кон на черно поле g3 · бял цар на бяло поле g2 | черна дама на черно поле f8 · черен цар на черно поле h8 · бяла пешка на бяло поле f7 · черна пешка на черно поле g7 · черна пешка на черно поле b6 · бяла дама на бяло поле e6 · черна пешка на черно поле h6 · бяла пешка на бяло поле h5 · черен офицер на черно поле b4 · черна пешка на черно поле a3 · бяла пешка на бяло поле f3 · бял кон на черно поле g3 · бял цар на бяло поле g2 | 6 |
| 5 | черна дама на черно поле f8 · черен цар на черно поле h8 · бяла пешка на бяло поле f7 · черна пешка на черно поле g7 · черна пешка на черно поле b6 · бяла дама на бяло поле e6 · черна пешка на черно поле h6 · бяла пешка на бяло поле h5 · черен офицер на черно поле b4 · черна пешка на черно поле a3 · бяла пешка на бяло поле f3 · бял кон на черно поле g3 · бял цар на бяло поле g2 | черна дама на черно поле f8 · черен цар на черно поле h8 · бяла пешка на бяло поле f7 · черна пешка на черно поле g7 · черна пешка на черно поле b6 · бяла дама на бяло поле e6 · черна пешка на черно поле h6 · бяла пешка на бяло поле h5 · черен офицер на черно поле b4 · черна пешка на черно поле a3 · бяла пешка на бяло поле f3 · бял кон на черно поле g3 · бял цар на бяло поле g2 | черна дама на черно поле f8 · черен цар на черно поле h8 · бяла пешка на бяло поле f7 · черна пешка на черно поле g7 · черна пешка на черно поле b6 · бяла дама на бяло поле e6 · черна пешка на черно поле h6 · бяла пешка на бяло поле h5 · черен офицер на черно поле b4 · черна пешка на черно поле a3 · бяла пешка на бяло поле f3 · бял кон на черно поле g3 · бял цар на бяло поле g2 | черна дама на черно поле f8 · черен цар на черно поле h8 · бяла пешка на бяло поле f7 · черна пешка на черно поле g7 · черна пешка на черно поле b6 · бяла дама на бяло поле e6 · черна пешка на черно поле h6 · бяла пешка на бяло поле h5 · черен офицер на черно поле b4 · черна пешка на черно поле a3 · бяла пешка на бяло поле f3 · бял кон на черно поле g3 · бял цар на бяло поле g2 | черна дама на черно поле f8 · черен цар на черно поле h8 · бяла пешка на бяло поле f7 · черна пешка на черно поле g7 · черна пешка на черно поле b6 · бяла дама на бяло поле e6 · черна пешка на черно поле h6 · бяла пешка на бяло поле h5 · черен офицер на черно поле b4 · черна пешка на черно поле a3 · бяла пешка на бяло поле f3 · бял кон на черно поле g3 · бял цар на бяло поле g2 | черна дама на черно поле f8 · черен цар на черно поле h8 · бяла пешка на бяло поле f7 · черна пешка на черно поле g7 · черна пешка на черно поле b6 · бяла дама на бяло поле e6 · черна пешка на черно поле h6 · бяла пешка на бяло поле h5 · черен офицер на черно поле b4 · черна пешка на черно поле a3 · бяла пешка на бяло поле f3 · бял кон на черно поле g3 · бял цар на бяло поле g2 | черна дама на черно поле f8 · черен цар на черно поле h8 · бяла пешка на бяло поле f7 · черна пешка на черно поле g7 · черна пешка на черно поле b6 · бяла дама на бяло поле e6 · черна пешка на черно поле h6 · бяла пешка на бяло поле h5 · черен офицер на черно поле b4 · черна пешка на черно поле a3 · бяла пешка на бяло поле f3 · бял кон на черно поле g3 · бял цар на бяло поле g2 | черна дама на черно поле f8 · черен цар на черно поле h8 · бяла пешка на бяло поле f7 · черна пешка на черно поле g7 · черна пешка на черно поле b6 · бяла дама на бяло поле e6 · черна пешка на черно поле h6 · бяла пешка на бяло поле h5 · черен офицер на черно поле b4 · черна пешка на черно поле a3 · бяла пешка на бяло поле f3 · бял кон на черно поле g3 · бял цар на бяло поле g2 | 5 |
| 4 | черна дама на черно поле f8 · черен цар на черно поле h8 · бяла пешка на бяло поле f7 · черна пешка на черно поле g7 · черна пешка на черно поле b6 · бяла дама на бяло поле e6 · черна пешка на черно поле h6 · бяла пешка на бяло поле h5 · черен офицер на черно поле b4 · черна пешка на черно поле a3 · бяла пешка на бяло поле f3 · бял кон на черно поле g3 · бял цар на бяло поле g2 | черна дама на черно поле f8 · черен цар на черно поле h8 · бяла пешка на бяло поле f7 · черна пешка на черно поле g7 · черна пешка на черно поле b6 · бяла дама на бяло поле e6 · черна пешка на черно поле h6 · бяла пешка на бяло поле h5 · черен офицер на черно поле b4 · черна пешка на черно поле a3 · бяла пешка на бяло поле f3 · бял кон на черно поле g3 · бял цар на бяло поле g2 | черна дама на черно поле f8 · черен цар на черно поле h8 · бяла пешка на бяло поле f7 · черна пешка на черно поле g7 · черна пешка на черно поле b6 · бяла дама на бяло поле e6 · черна пешка на черно поле h6 · бяла пешка на бяло поле h5 · черен офицер на черно поле b4 · черна пешка на черно поле a3 · бяла пешка на бяло поле f3 · бял кон на черно поле g3 · бял цар на бяло поле g2 | черна дама на черно поле f8 · черен цар на черно поле h8 · бяла пешка на бяло поле f7 · черна пешка на черно поле g7 · черна пешка на черно поле b6 · бяла дама на бяло поле e6 · черна пешка на черно поле h6 · бяла пешка на бяло поле h5 · черен офицер на черно поле b4 · черна пешка на черно поле a3 · бяла пешка на бяло поле f3 · бял кон на черно поле g3 · бял цар на бяло поле g2 | черна дама на черно поле f8 · черен цар на черно поле h8 · бяла пешка на бяло поле f7 · черна пешка на черно поле g7 · черна пешка на черно поле b6 · бяла дама на бяло поле e6 · черна пешка на черно поле h6 · бяла пешка на бяло поле h5 · черен офицер на черно поле b4 · черна пешка на черно поле a3 · бяла пешка на бяло поле f3 · бял кон на черно поле g3 · бял цар на бяло поле g2 | черна дама на черно поле f8 · черен цар на черно поле h8 · бяла пешка на бяло поле f7 · черна пешка на черно поле g7 · черна пешка на черно поле b6 · бяла дама на бяло поле e6 · черна пешка на черно поле h6 · бяла пешка на бяло поле h5 · черен офицер на черно поле b4 · черна пешка на черно поле a3 · бяла пешка на бяло поле f3 · бял кон на черно поле g3 · бял цар на бяло поле g2 | черна дама на черно поле f8 · черен цар на черно поле h8 · бяла пешка на бяло поле f7 · черна пешка на черно поле g7 · черна пешка на черно поле b6 · бяла дама на бяло поле e6 · черна пешка на черно поле h6 · бяла пешка на бяло поле h5 · черен офицер на черно поле b4 · черна пешка на черно поле a3 · бяла пешка на бяло поле f3 · бял кон на черно поле g3 · бял цар на бяло поле g2 | черна дама на черно поле f8 · черен цар на черно поле h8 · бяла пешка на бяло поле f7 · черна пешка на черно поле g7 · черна пешка на черно поле b6 · бяла дама на бяло поле e6 · черна пешка на черно поле h6 · бяла пешка на бяло поле h5 · черен офицер на черно поле b4 · черна пешка на черно поле a3 · бяла пешка на бяло поле f3 · бял кон на черно поле g3 · бял цар на бяло поле g2 | 4 |
| 3 | черна дама на черно поле f8 · черен цар на черно поле h8 · бяла пешка на бяло поле f7 · черна пешка на черно поле g7 · черна пешка на черно поле b6 · бяла дама на бяло поле e6 · черна пешка на черно поле h6 · бяла пешка на бяло поле h5 · черен офицер на черно поле b4 · черна пешка на черно поле a3 · бяла пешка на бяло поле f3 · бял кон на черно поле g3 · бял цар на бяло поле g2 | черна дама на черно поле f8 · черен цар на черно поле h8 · бяла пешка на бяло поле f7 · черна пешка на черно поле g7 · черна пешка на черно поле b6 · бяла дама на бяло поле e6 · черна пешка на черно поле h6 · бяла пешка на бяло поле h5 · черен офицер на черно поле b4 · черна пешка на черно поле a3 · бяла пешка на бяло поле f3 · бял кон на черно поле g3 · бял цар на бяло поле g2 | черна дама на черно поле f8 · черен цар на черно поле h8 · бяла пешка на бяло поле f7 · черна пешка на черно поле g7 · черна пешка на черно поле b6 · бяла дама на бяло поле e6 · черна пешка на черно поле h6 · бяла пешка на бяло поле h5 · черен офицер на черно поле b4 · черна пешка на черно поле a3 · бяла пешка на бяло поле f3 · бял кон на черно поле g3 · бял цар на бяло поле g2 | черна дама на черно поле f8 · черен цар на черно поле h8 · бяла пешка на бяло поле f7 · черна пешка на черно поле g7 · черна пешка на черно поле b6 · бяла дама на бяло поле e6 · черна пешка на черно поле h6 · бяла пешка на бяло поле h5 · черен офицер на черно поле b4 · черна пешка на черно поле a3 · бяла пешка на бяло поле f3 · бял кон на черно поле g3 · бял цар на бяло поле g2 | черна дама на черно поле f8 · черен цар на черно поле h8 · бяла пешка на бяло поле f7 · черна пешка на черно поле g7 · черна пешка на черно поле b6 · бяла дама на бяло поле e6 · черна пешка на черно поле h6 · бяла пешка на бяло поле h5 · черен офицер на черно поле b4 · черна пешка на черно поле a3 · бяла пешка на бяло поле f3 · бял кон на черно поле g3 · бял цар на бяло поле g2 | черна дама на черно поле f8 · черен цар на черно поле h8 · бяла пешка на бяло поле f7 · черна пешка на черно поле g7 · черна пешка на черно поле b6 · бяла дама на бяло поле e6 · черна пешка на черно поле h6 · бяла пешка на бяло поле h5 · черен офицер на черно поле b4 · черна пешка на черно поле a3 · бяла пешка на бяло поле f3 · бял кон на черно поле g3 · бял цар на бяло поле g2 | черна дама на черно поле f8 · черен цар на черно поле h8 · бяла пешка на бяло поле f7 · черна пешка на черно поле g7 · черна пешка на черно поле b6 · бяла дама на бяло поле e6 · черна пешка на черно поле h6 · бяла пешка на бяло поле h5 · черен офицер на черно поле b4 · черна пешка на черно поле a3 · бяла пешка на бяло поле f3 · бял кон на черно поле g3 · бял цар на бяло поле g2 | черна дама на черно поле f8 · черен цар на черно поле h8 · бяла пешка на бяло поле f7 · черна пешка на черно поле g7 · черна пешка на черно поле b6 · бяла дама на бяло поле e6 · черна пешка на черно поле h6 · бяла пешка на бяло поле h5 · черен офицер на черно поле b4 · черна пешка на черно поле a3 · бяла пешка на бяло поле f3 · бял кон на черно поле g3 · бял цар на бяло поле g2 | 3 |
| 2 | черна дама на черно поле f8 · черен цар на черно поле h8 · бяла пешка на бяло поле f7 · черна пешка на черно поле g7 · черна пешка на черно поле b6 · бяла дама на бяло поле e6 · черна пешка на черно поле h6 · бяла пешка на бяло поле h5 · черен офицер на черно поле b4 · черна пешка на черно поле a3 · бяла пешка на бяло поле f3 · бял кон на черно поле g3 · бял цар на бяло поле g2 | черна дама на черно поле f8 · черен цар на черно поле h8 · бяла пешка на бяло поле f7 · черна пешка на черно поле g7 · черна пешка на черно поле b6 · бяла дама на бяло поле e6 · черна пешка на черно поле h6 · бяла пешка на бяло поле h5 · черен офицер на черно поле b4 · черна пешка на черно поле a3 · бяла пешка на бяло поле f3 · бял кон на черно поле g3 · бял цар на бяло поле g2 | черна дама на черно поле f8 · черен цар на черно поле h8 · бяла пешка на бяло поле f7 · черна пешка на черно поле g7 · черна пешка на черно поле b6 · бяла дама на бяло поле e6 · черна пешка на черно поле h6 · бяла пешка на бяло поле h5 · черен офицер на черно поле b4 · черна пешка на черно поле a3 · бяла пешка на бяло поле f3 · бял кон на черно поле g3 · бял цар на бяло поле g2 | черна дама на черно поле f8 · черен цар на черно поле h8 · бяла пешка на бяло поле f7 · черна пешка на черно поле g7 · черна пешка на черно поле b6 · бяла дама на бяло поле e6 · черна пешка на черно поле h6 · бяла пешка на бяло поле h5 · черен офицер на черно поле b4 · черна пешка на черно поле a3 · бяла пешка на бяло поле f3 · бял кон на черно поле g3 · бял цар на бяло поле g2 | черна дама на черно поле f8 · черен цар на черно поле h8 · бяла пешка на бяло поле f7 · черна пешка на черно поле g7 · черна пешка на черно поле b6 · бяла дама на бяло поле e6 · черна пешка на черно поле h6 · бяла пешка на бяло поле h5 · черен офицер на черно поле b4 · черна пешка на черно поле a3 · бяла пешка на бяло поле f3 · бял кон на черно поле g3 · бял цар на бяло поле g2 | черна дама на черно поле f8 · черен цар на черно поле h8 · бяла пешка на бяло поле f7 · черна пешка на черно поле g7 · черна пешка на черно поле b6 · бяла дама на бяло поле e6 · черна пешка на черно поле h6 · бяла пешка на бяло поле h5 · черен офицер на черно поле b4 · черна пешка на черно поле a3 · бяла пешка на бяло поле f3 · бял кон на черно поле g3 · бял цар на бяло поле g2 | черна дама на черно поле f8 · черен цар на черно поле h8 · бяла пешка на бяло поле f7 · черна пешка на черно поле g7 · черна пешка на черно поле b6 · бяла дама на бяло поле e6 · черна пешка на черно поле h6 · бяла пешка на бяло поле h5 · черен офицер на черно поле b4 · черна пешка на черно поле a3 · бяла пешка на бяло поле f3 · бял кон на черно поле g3 · бял цар на бяло поле g2 | черна дама на черно поле f8 · черен цар на черно поле h8 · бяла пешка на бяло поле f7 · черна пешка на черно поле g7 · черна пешка на черно поле b6 · бяла дама на бяло поле e6 · черна пешка на черно поле h6 · бяла пешка на бяло поле h5 · черен офицер на черно поле b4 · черна пешка на черно поле a3 · бяла пешка на бяло поле f3 · бял кон на черно поле g3 · бял цар на бяло поле g2 | 2 |
| 1 | черна дама на черно поле f8 · черен цар на черно поле h8 · бяла пешка на бяло поле f7 · черна пешка на черно поле g7 · черна пешка на черно поле b6 · бяла дама на бяло поле e6 · черна пешка на черно поле h6 · бяла пешка на бяло поле h5 · черен офицер на черно поле b4 · черна пешка на черно поле a3 · бяла пешка на бяло поле f3 · бял кон на черно поле g3 · бял цар на бяло поле g2 | черна дама на черно поле f8 · черен цар на черно поле h8 · бяла пешка на бяло поле f7 · черна пешка на черно поле g7 · черна пешка на черно поле b6 · бяла дама на бяло поле e6 · черна пешка на черно поле h6 · бяла пешка на бяло поле h5 · черен офицер на черно поле b4 · черна пешка на черно поле a3 · бяла пешка на бяло поле f3 · бял кон на черно поле g3 · бял цар на бяло поле g2 | черна дама на черно поле f8 · черен цар на черно поле h8 · бяла пешка на бяло поле f7 · черна пешка на черно поле g7 · черна пешка на черно поле b6 · бяла дама на бяло поле e6 · черна пешка на черно поле h6 · бяла пешка на бяло поле h5 · черен офицер на черно поле b4 · черна пешка на черно поле a3 · бяла пешка на бяло поле f3 · бял кон на черно поле g3 · бял цар на бяло поле g2 | черна дама на черно поле f8 · черен цар на черно поле h8 · бяла пешка на бяло поле f7 · черна пешка на черно поле g7 · черна пешка на черно поле b6 · бяла дама на бяло поле e6 · черна пешка на черно поле h6 · бяла пешка на бяло поле h5 · черен офицер на черно поле b4 · черна пешка на черно поле a3 · бяла пешка на бяло поле f3 · бял кон на черно поле g3 · бял цар на бяло поле g2 | черна дама на черно поле f8 · черен цар на черно поле h8 · бяла пешка на бяло поле f7 · черна пешка на черно поле g7 · черна пешка на черно поле b6 · бяла дама на бяло поле e6 · черна пешка на черно поле h6 · бяла пешка на бяло поле h5 · черен офицер на черно поле b4 · черна пешка на черно поле a3 · бяла пешка на бяло поле f3 · бял кон на черно поле g3 · бял цар на бяло поле g2 | черна дама на черно поле f8 · черен цар на черно поле h8 · бяла пешка на бяло поле f7 · черна пешка на черно поле g7 · черна пешка на черно поле b6 · бяла дама на бяло поле e6 · черна пешка на черно поле h6 · бяла пешка на бяло поле h5 · черен офицер на черно поле b4 · черна пешка на черно поле a3 · бяла пешка на бяло поле f3 · бял кон на черно поле g3 · бял цар на бяло поле g2 | черна дама на черно поле f8 · черен цар на черно поле h8 · бяла пешка на бяло поле f7 · черна пешка на черно поле g7 · черна пешка на черно поле b6 · бяла дама на бяло поле e6 · черна пешка на черно поле h6 · бяла пешка на бяло поле h5 · черен офицер на черно поле b4 · черна пешка на черно поле a3 · бяла пешка на бяло поле f3 · бял кон на черно поле g3 · бял цар на бяло поле g2 | черна дама на черно поле f8 · черен цар на черно поле h8 · бяла пешка на бяло поле f7 · черна пешка на черно поле g7 · черна пешка на черно поле b6 · бяла дама на бяло поле e6 · черна пешка на черно поле h6 · бяла пешка на бяло поле h5 · черен офицер на черно поле b4 · черна пешка на черно поле a3 · бяла пешка на бяло поле f3 · бял кон на черно поле g3 · бял цар на бяло поле g2 | 1 |
|   | a | b | c | d | e | f | g | h |   |

В позицията на диаграма 1 черните са играли 
65... Дc7-f4! с двоен удар върху топа и дамата. Размяната на дамите е неизгодна за белите и Пейчева намира най-силния ход 66.Те2!! Едновременно заплаха с мат 67.Т:е8Х, завличане на черния топ и жертва на дамата! Черните не могат да вземат нито дамата, нито топа поради мат: 68... Д:f5?? 69.Т:е8+ Дf8 70.T:f8# или 68... Т:е2?? 69.Дс8+ Те8 70.Д:е8+ Дf8 71.Д:f8#. 66... Тf8? (66... Тd8) 67.Д:d5 a4 68.Te7 a3 69.Tf7! Дg3+ 70.Цf1 Де6 71. Дb3 T:f7 72.g:f7 Дf8 73.Kd4 Oc7 74.Дe6 Оd8 75.Kc3 Oe7 76.Цg2 Od6 77.Kd4 Ob4 78.Kg3 Дd6 79.Де8+ Дf8 (диаграма 2). Пейчева започва матова атака с маневра на коня, която черните не могат да предотвратят. 80.Кf5!! a2 81.Kh4! a1Д 82.Кg6+!! Цh7 83.K:f8+ и черните се предават. Следва мат в 2 хода: 83... Цh8 84.Kg6++ Цh7 85.Дg8 или Дh8 Х.